# Айлех
Айлех (ирл. Ailech) — небольшое средневековое королевство в Ирландии (около 450—1185).

## История
Королевство Айлех образовалось как обломок королевства Улад после его уничтожения верховными королями Ирландии из клана Уи Нейллов и братьями Колла в IV веке. Располагалось на территории нынешнего графства Донегол и полуострова Инишоуэн. Основали королевство Айлех вожди клана Уи Нейллов. Позже они образовали одну из ветвей Северных Уи Нейллов — род Кенел Эогайн.
Название королевства происходило от местного топонима Грианан Айлих (ирл. — Grianán Ailigh). Главная крепость королей Айлеха (их столица) располагалась на одной из вершин гор Грэйнэн в современном графстве Донегол. Сейчас эта крепость частично отреставрирована. Из крепости открывается вид на озеро Лох-Суилли на западе и на залив Лох-Фойл на востоке.

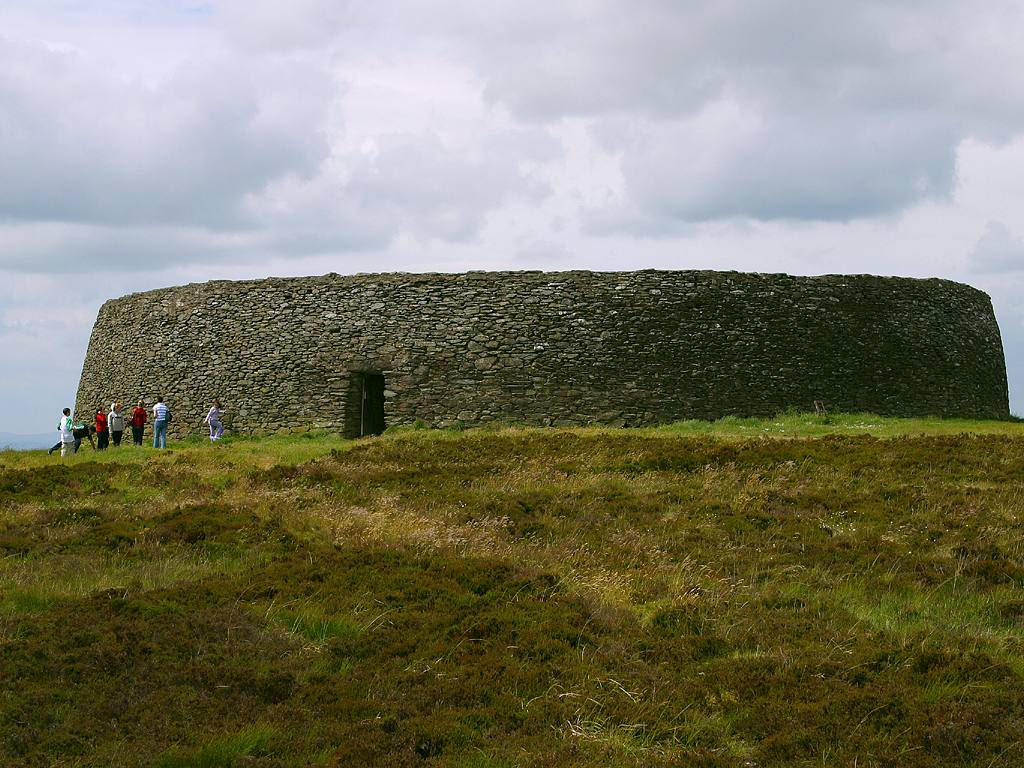
Руины крепости Грианан Айлех, резиденции королей Айлеха

Короли королевства Айлех, несмотря на маленькие размеры своих владений, неоднократно доминировали во всей Ирландии и владели титулом верховных королей Ирландии.
В 1185 году королевство Айлех прекратило своё существование. Однако королевская династия клана Кенел Эогайн из королевства Айлех продолжала править в королевстве Тир Эогайн.

## Список королей Айлеха
Некоторые короли Айлеха в разное время становились верховными королями Ирландии:
- Муйрхертах мак Эрк (ум. 534/536), верховный король Ирландии (504—534/536)
- Форггус мак Муйрхертайг (ум. ок. 566) — верховный король Ирландии (ок. 565 — ок. 566)
- Домналл Илхелгах (ум. 566), верховный король Ирландии (565—566)
- Баэтан мак Муйрхертайг (ум. 572) — верховный король Ирландии (ок. 566 — ок. 572)
- Эохайд мак Домнайлл (ум. 572), верховный король Ирландии (ок. 566 — ок. 572)
- Колман Вычислитель (ум. 604) — верховный король Ирландии (598—604)
- Фергал мак Маэл Дуйн (ум. 11 декабря 722), верховный король Ирландии (710—722)
- Аэд Аллан (ум. 743) — верховный король Ирландии (734—743)
- Ниалл Фроссах (718—778) — верховный король Ирландии (763—770)
- Аэд Посвящённый (ум. 819), верховный король Ирландии (797—819)
- Ниалл Калле (ум. 846) — верховный король Ирландии (833—846)
- Аэд Финдлиат (ум. 20 ноября 879), верховный король Ирландии (862/863-879)
- Ниалл Глундуб (ум. 15 сентября 919) — верховный король Ирландии (916—919)
- Домналл мак Муйрхертах Уа Нейлл (ум. 980), верховный король Ирландии (956—980)
- Домналл Уа Лохлайнн (1048 — 9 февраля 1121) — верховный король Ирландии (1090—1121)
- Муйрхертах Мак Лохлайнн (ум. 1166) — верховный король Ирландии (1156—1166)